# بايكسفيل
بايكسفيل هي مدينة في ولاية كنتاكي في الولايات المتحدة الأمريكية. وصل عدد السكان فيها في إحصاء عام 2000 إلى 6295 نسمة.

## التركيبة السكانية
حدّد مكتب تعداد الولايات المتحدة بيانات التركيبة السكانية لبايكسفيل في تعداد الولايات المتحدة. في ما يلي، التركيبة السكانية حسب تعدادي 2000 و2010.

### تعداد عام 2000
بلغ عدد سكان بايكسفيل 6,295 نسمة بحسب تعداد عام 2000، وبلغ عدد الأسر 2,705 أسرة وعدد العائلات 1,563 عائلة مقيمة في المدينة. في حين سجلت الكثافة السكانية 111.2 نسمة لكل كيلومتر مربع (288.0/ميل2). وبلغ عدد الوحدات السكنية 2,981 وحدة بمتوسط كثافة قدره 52.6 لكل كيلومتر مربع (136.2/ميل2).
وتوزع التركيب العرقي للمدينة بنسبة 94.58% من البيض و2.64% من الأمريكيين الأفارقة و0.17% من الأمريكيين الأصليين و1.25% من الأمريكيين ذوي الأصول الآسيوية و0.05% من سكان جزر المحيط الهادئ و0.25% من الأعراق الأخرى و1.05% من عرقين مختلطين أو أكثر و1.40% من الهسبانيون أو اللاتينيون من أي عرق.
بلغ عدد الأسر 2,705 أسرة كانت نسبة 31.8% منها لديها أطفال تحت سن الثامنة عشر تعيش معهم، وبلغت نسبة الأزواج القاطنين مع بعضهم البعض 41% من أصل المجموع الكلي للأسر، ونسبة 14.5% من الأسر كان لديها معيلات من الإناث دون وجود شريك،  بينما كانت نسبة 2.3% من الأسر لديها معيلون من الذكور دون وجود شريكة وكانت نسبة 42.2% من غير العائلات. تألفت نسبة 39% من أصل جميع الأسر من عدة أفراد يعيشون في نفس المنزل ونسبة 16.3% كانت تتألف من شخص يعيش بمفرده يبلغ من العمر 65 عاماً أو أكثر. وبلغ متوسط حجم الأسرة المعيشية 2.14، أما متوسط حجم العائلات فبلغ 2.88.
بلغ العمر الوسطي للسكان 36.5 عاماً. وكانت نسبة 22.2% من القاطنين تحت سن الثامنة عشر، وكانت نسبة 8.3% بين الثامنة عشر والرابعة والعشرين عاماً، ونسبة 26.4% كانت واقعةً في الفئة العمرية ما بين الخامسة والعشرين والرابعة والأربعين عاماً، ونسبة 21.1% كانت ما بين الخامسة والأربعين والرابعة والستين، ونسبة 13.9% كانت ضمن فئة الخامسة والستين عاماً فما فوق. يوجد لكل 100 أنثى 83.2 ذكر، ويوجد لكل 100 أنثى في الثامنة عشر من عمرها فما فوق 74.6 ذكر.
بلغ متوسط دخل الأسرة في المدينة 22,026 دولارًا، أما متوسط دخل العائلة فبلغ 36,792 دولارًا. وكان متوسط دخل الذكور 42,298 دولارًا مقابل 19,306 دولارًا للإناث. وسجل دخل الفرد الخاص بالمدينة 21,426 دولارًا. وكانت نسبة 21.2% من العائلات ونسبة 25.4% من السكان تحت خط الفقر، وكان من هؤلاء نسبة 36.7% تحت سن الثامنة عشر ونسبة 15.8% في الخامسة والستين من العمر وما فوق.

### تعداد عام 2010
بلغ عدد سكان بايكسفيل 6,903 نسمة بحسب تعداد عام 2010، وبلغ عدد الأسر 2,934 أسرة وعدد العائلات 1,640 عائلة مقيمة في المدينة. في حين سجلت الكثافة السكانية 121.9 نسمة لكل كيلومتر مربع (315.7/ميل2). وبلغ عدد الوحدات السكنية 3,219 وحدة بمتوسط كثافة قدره 56.9 لكل كيلومتر مربع (147.4/ميل2).
وتوزع التركيب العرقي للمدينة بنسبة 93.12% من البيض و2.65% من الأمريكيين الأفارقة و0.12% من الأمريكيين الأصليين و1.88% من الأمريكيين ذوي الأصول الآسيوية و0.07% من سكان جزر المحيط الهادئ و0.54% من الأعراق الأخرى و1.62% من عرقين مختلطين أو أكثر و1.74% من الهسبانيون أو اللاتينيون من أي عرق.
بلغ عدد الأسر 2,934 أسرة كانت نسبة 27.3% منها لديها أطفال تحت سن الثامنة عشر تعيش معهم، وبلغت نسبة الأزواج القاطنين مع بعضهم البعض 38.1% من أصل المجموع الكلي للأسر، ونسبة 15% من الأسر كان لديها معيلات من الإناث دون وجود شريك،  بينما كانت نسبة 2.8% من الأسر لديها معيلون من الذكور دون وجود شريكة وكانت نسبة 44.1% من غير العائلات. تألفت نسبة 39.3% من أصل جميع الأسر من عدة أفراد يعيشون في نفس المنزل ونسبة 13% كانت تتألف من شخص يعيش بمفرده يبلغ من العمر 65 عاماً أو أكثر. وبلغ متوسط حجم الأسرة المعيشية 2.11، أما متوسط حجم العائلات فبلغ 2.83.
بلغ العمر الوسطي للسكان 36.0 عاماً. وكانت نسبة 19.7% من القاطنين تحت سن الثامنة عشر، وكانت نسبة 13.6% بين الثامنة عشر والرابعة والعشرين عاماً، ونسبة 27.4% كانت واقعةً في الفئة العمرية ما بين الخامسة والعشرين والرابعة والأربعين عاماً، ونسبة 26.3% كانت ما بين الخامسة والأربعين والرابعة والستين، ونسبة 13.1% كانت ضمن فئة الخامسة والستين عاماً فما فوق. وتوزع التركيب الجنسي للسكان بنسبة 48.1% ذكور و51.9% إناث.

## المناخ
يظهر الجدول التالي التغييرات المناخية على مدار السنة لبايكسفيل:
| البيانات المناخية لـبايكسفيل      | البيانات المناخية لـبايكسفيل | البيانات المناخية لـبايكسفيل | البيانات المناخية لـبايكسفيل | البيانات المناخية لـبايكسفيل | البيانات المناخية لـبايكسفيل | البيانات المناخية لـبايكسفيل | البيانات المناخية لـبايكسفيل | البيانات المناخية لـبايكسفيل | البيانات المناخية لـبايكسفيل | البيانات المناخية لـبايكسفيل | البيانات المناخية لـبايكسفيل | البيانات المناخية لـبايكسفيل | البيانات المناخية لـبايكسفيل |
| الشهر                             | يناير                        | فبراير                       | مارس                         | أبريل                        | مايو                         | يونيو                        | يوليو                        | أغسطس                        | سبتمبر                       | أكتوبر                       | نوفمبر                       | ديسمبر                       | المعدل السنوي                |
| --------------------------------- | ---------------------------- | ---------------------------- | ---------------------------- | ---------------------------- | ---------------------------- | ---------------------------- | ---------------------------- | ---------------------------- | ---------------------------- | ---------------------------- | ---------------------------- | ---------------------------- | ---------------------------- |
| الدرجة القصوى °ف (°م)             | 82 (28)                      | 93 (34)                      | 90 (32)                      | 96 (36)                      | 99 (37)                      | 104 (40)                     | 105 (41)                     | 107 (42)                     | 104 (40)                     | 98 (37)                      | 88 (31)                      | 82 (28)                      | 107 (42)                     |
| متوسط درجة الحرارة الكبرى °ف (°م) | 44 (7)                       | 50 (10)                      | 60 (16)                      | 71 (22)                      | 79 (26)                      | 86 (30)                      | 89 (32)                      | 89 (32)                      | 82 (28)                      | 71 (22)                      | 59 (15)                      | 49 (9)                       | 69 (21)                      |
| متوسط درجة الحرارة الصغرى °ف (°م) | 24 (−4)                      | 25 (−4)                      | 33 (1)                       | 40 (4)                       | 50 (10)                      | 60 (16)                      | 65 (18)                      | 63 (17)                      | 57 (14)                      | 43 (6)                       | 34 (1)                       | 28 (−2)                      | 44 (6)                       |
| أدنى درجة حرارة °ف (°م)           | −18 (−28)                    | −7 (−22)                     | −4 (−20)                     | 21 (−6)                      | 30 (−1)                      | 37 (3)                       | 45 (7)                       | 42 (6)                       | 33 (1)                       | 17 (−8)                      | 6 (−14)                      | −10 (−23)                    | −18 (−28)                    |
| الهطول إنش (مم)                   | 3.72 (94)                    | 3.25 (83)                    | 3.85 (98)                    | 3.66 (93)                    | 3.96 (101)                   | 4.09 (104)                   | 4.20 (107)                   | 4.20 (107)                   | 3.27 (83)                    | 2.89 (73)                    | 3.10 (79)                    | 3.58 (91)                    | 43.77 (1٬112)                |
| المصدر: The Weather Channel.      |                              |                              |                              |                              |                              |                              |                              |                              |                              |                              |                              |                              |                              |

## أعلام
- راندولف مكوي
- دوايت يواكام
- مارك رينولدز